# Artés (Tarn)
Artés (en francès Arthès) és un municipi francès situat al departament del Tarn i a la regió d'Occitània.

## Demografia
| 1851                                       | 1962  | 1968  | 1975  | 1982  | 1990  | 1999  | 2006  | 2016  |
| ------------------------------------------ | ----- | ----- | ----- | ----- | ----- | ----- | ----- | ----- |
| 891                                        | 1.672 | 1.644 | 1.904 | 2.041 | 2.134 | 2.164 | 2.286 | 2.488 |
| Des de 1962: població sense dobles comptes |       |       |       |       |       |       |       |       |

## Administració
| Període   | Identitat       | Partit |
| --------- | --------------- | ------ |
| 2001-2008 | Max Amiel       | PS     |
| 2008-2020 | Pierre Doat     | PS     |
| 2020-     | Jean-Marc Farré |        |